# Robert Morris (criptografador)
Robert  Morris (25 de julho de 1932, Boston, Massachusetts – 26 de junho de 2011, Lebanon, Nova Hampshire) foi um criptografador estadunidense.  Obteve o bacharelado em matemática em 1957 e o mestrado em matemática aplicada  em 1958, ambos pela Harvard University.
Morris foi um pesquisador do Bell Labs entre 1960 e 1986, quando começou a trabalhar na Agência de Segurança Nacional (NSA).  Na agência, serviu como cientista chefe do National Computer Security Center, onde se envolveu com a produção dos padrões de segurança da Rainbow Series, aposentando-se em 1994.  Ele é o pai de  Robert Tappan Morris, que disseminou em 1988 o Morris worm, Meredith Morris, e Benjamin Morris. Seus pais foram Walter W. Morris, um vendedor, and Helen Kelly Morris.
Morris contribuiu com as versões iniciais do UNIX.  Ele escreveu a biblioteca matemática, o código de encriptação do programa, e o esquema de encriptação de senha utilizado para a autenticação do usuário.  O esquema de encriptação era baseado no uso de uma função arapuca  (agora chamada de função de derivação de chave) para computar hashes de usuário passwords que eram guardados no arquivo /etc/passwd; técnicas análogas, baseadas em diferentes funções, ainda estão em uso atualmente.
Há uma descrição de Morris no livro de Clifford Stoll The Cuckoo's Egg.
Muitos leitores do livro de Stoll lembram que Morris deu a Stoll um quebra-cabeças matemático desafiador (originalmente atribuído a John H. Conway) no curso de uma discussão entre eles sobre segurança de computadores: Qual é o próximo número da sequência 1 11 21 1211 111221? (conhecido como constante de Conway). Stoll escolheu não incluir a resposta no The Cuckoo's Egg, para a frustração de muitos leitores.
Ele também teria dito a um repórter que, enquanto trabalhava no NSA, teria ajudado o FBI a decodificar provas encriptadas.

## Frases
- Nunca subestime a atenção, risco, dinheiro e o tempo que um oponente vai gastar para ler o tráfego.
- Regra 1 da criptoanálise: procure pelo texto puro.[8]
- As três regras de ouro para assegurar a segurança de computadores são: não tenha um computador; não o ligue à eletricidade; e não o utilize.[9]

## Publicações selecionadas
- (com Fred T. Grampp) UNIX Operating System Security, AT&T Bell Laboratories Technical Journal, 63, part 2, #8 (October 1984), pp. 1649–1672.